# Antonio Capuzzi
Antonio Capuzzi   (Breno, 1 d'agost de 1755 - Bèrgam, 28 de març de 1818) va ser un italià violinista i compositor.
Va estudiar a Venècia, Itàlia, sota la direcció d'A. Nazari (violí) i Bertoni (composició). A partir del 1780, va ser concertista de l'orquestra al "Teatro di S. Samuele" i finalment es va convertir en el director orquestral del "Teatro di S. Benedetto". Després del seu mandat al "Teatro di S. Samuele" el 1805, es va convertir en director d'orquestra i professor al conservatori de "S. Maria Maggiore" a Bèrgam, Itàlia.
Tot i que era popular en el seu temps, la majoria de la seva música ara està oblidada. La peça més interpretada actualment és el seu concert per a contrabaix. El concert es va trobar al "British Museum" i estava dedicat a Kavalier Marcantonio Montenigo, que se suposa que va actuar en aquest instrument. També es realitza un arranjament del segon (andant) i del tercer (rondo) moviments del concert a la tuba, l'eufoni i el trombó. A més, Philip Catelinet va organitzar els tres moviments del concert per a banda de concerts i orquestra simfònica. La va interpretar diverses vegades durant el seu mandat a la "Universitat Carnegie Mellon" de Pittsburgh, Pennsilvània. Els seus alumnes també van interpretar aquesta peça. Les peces es poden obtenir a Barry Catelinet. Diversos quintets de corda de Capuzzi també són interpretats per grups de cambra.
També va ser un prolífic compositor de ballets que tenien lloc entre actes de teatre i òperes. El ballet més famós va ser La villageoise, interpretat a Londres el 1796. Les seves altres obres conegudes inclouen 5 òperes, 11 ballets, 4 concerts per a violí, 18 quartets de corda i altres músiques de cambra.